# جداره ساختمان جمشیدی
جداره ساختمان جمشیدی مربوط به دوره پهلوی است و در تبریز، ضلع غربی، خیابان ارتش شمالی، جنب بازار کره نی خانه، روبروی بازرگانی واقع شده و این اثر در تاریخ ۱۳ خرداد ۱۳۸۶ با شمارهٔ ثبت ۱۹۲۱۰ به‌عنوان یکی از آثار ملی ایران به ثبت رسیده‌است.